# Hambruna de Sudán del Sur de 2017

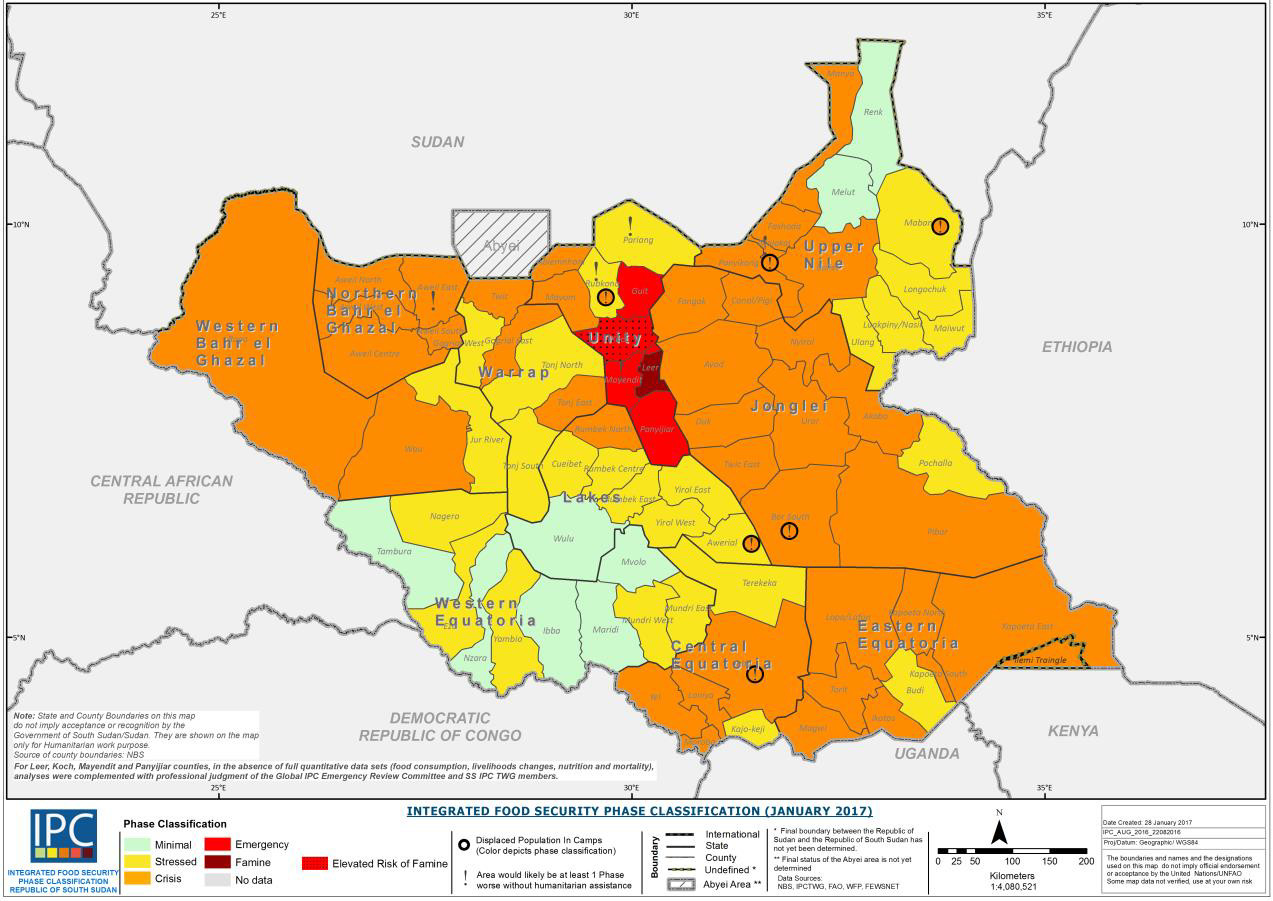
Clasificación de escasez alimentaria en Sudán del Sur, desde mínima (en verde) hasta hambruna (en rojo oscuro), enero de 2017

La hambruna de Sudán del Sur de 2017 fue declarada el 20 de febrero de 2017 por Sudán del Sur y las Naciones Unidas en parte del estado de Unidad, advirtiendo que podría propagarse rápidamente por todo el país. Más de 100 000 personas estaban afectadas tras la guerra civil y el colapso económico. El Programa Mundial de Alimentos informó que el 40 % de la población (4,9 millones de personas) necesitaba con urgencia alimentos. Funcionarios de la ONU dijeron que el presidente Salva Kiir Mayardit estaba bloqueando la distribución de alimentos a algunas zonas.
Entre enero y marzo de 2018 se consideraba que había afectada casi la mitad de la población y que 20 000 personas estaban en catástrofe humanitaria, máximo nivel del IPC.
Además, partes del país sufrieron una sequía durante dos años. De acuerdo con el representante de la Organización de las Naciones Unidas para la Alimentación y la Agricultura, Serge Tissot, «Nuestros peores temores se confirmaron. Muchas familias han agotado todos los medios que tienen para sobrevivir. Las personas son en su mayoría agricultores y la guerra terminó con la agricultura. Se ha perdido su ganado, incluso sus herramientas agrícolas. Durante meses ha habido una total dependencia de las plantas y los peces que se pueden encontrar». Una actualización de la Clasificación de la Seguridad Alimentaria Integrada (IPC) encontró que 4,9 millones de personas en Sudán del Sur, el 40 % de la población, requerían suministro inmediato de alimentos, la agricultura y los alimentos adicionales. El informe ha sido estudiado en 23 países, con 14 acciones de emergencia en el umbral del 15 % de desnutrición aguda. El Programa Mundial de Alimentos envió ayuda a la zona de guerra para mitigar el riesgo de morir de hambre en otras regiones, como el norte de Bahr El Ghazal, la zona más afectada por la hambruna de 1998 durante la guerra de dos años, con la prohibición del tránsito aéreo, el saqueo de tiendas de comestibles y la destrucción de templos.
Un informe de la ONU del año 2016 describe el estado Unidad como el lugar de enfrentamientos continuos durante la guerra civil, porque tiene «una gran importancia económica debido a sus recursos petroleros, sino también porque es un estado dominado los nuer, en un conflicto entre los grupos dominantes étnicos, los dinka y nuer, «en los años anteriores a la hambruna de 1998, durante la segunda guerra civil de Sudán, el estado Unidad ha experimentado el saqueo y los incendios y los movimientos forzados de población en el momento de luchar por un control seguro de las reservas petróleras. Se estima que en 1998, de las 240 000 personas que vivían en la zona, 12 000 personas habían muerto de hambre en el Bloque 5A y 160 000 habían sido desplazadas por la fuerza. La inestabilidad es la principal causa de la baja producción de petróleo en Sudán del Sur desde 2012.